# Бармаки
Бармаки (укр. Бармаки) — село в Шпановской сельской общине Ровненского района Ровненской области Украины.
Население по переписи 2001 года составляло 751 человек. Почтовый индекс — 35372. Телефонный код — 362. Код КОАТУУ — 5624681503.